# Koster (Zuid-Afrika)
Koster is een landbouwdorp gelegen in de gemeente Kgetlengrivier in de Zuid-Afrikaanse provincie Noordwest. Het ligt 58 km zuidwestelijk van Rustenburg en 72 km ten westnoordwesten van Magaliesburg. Het ligt op de waterscheiding tussen de Oranjerivier en de Limpoporivier. De belangrijkste economische activiteit in de streek is landbouw en er vindt ook enige mijnbouw plaats.

## Geschiedenis
Nadat Bastiaan Hendricus Koster uit Nederland geëmigreerd was heeft hij zich in 1860 gevestigd op de boerderij "Kleinfontein". Toen in 1910 de spoorlijn van Johannesburg naar Mahikeng geopend werd, werd er ook een halte op Kleinfontein gesticht. Het dorp Koster is later rondom de halte ontstaan. Koster werd in 1913 tot dorp uitgeroepen en is vernoemd naar Bastiaan Koster. In 1930 werd het als gemeente erkend.

## Lokale economie
Het district is 2700 km² groot. De omgeving van Koster is bekend om zijn  verbouw van mais, alsook door de leisteen- en diamantwinning. Op 11 november 1970 vond de laatste diamantstormloop in Zuid-Afrika hier plaats, nadat hier diamanten waren ontdekt. De diamantvondst was echter kortstondig.

## Geografie
Het district ligt op de waterscheiding tussen de Oranjerivier en de Limpoporivier. De Elandsrivier, de Kosterrivier en de Mooirivier ontspringen in de buurt van het dorp. De Elands- en Kosterrivieren vloeien noordwaarts naar de Limpoporivier en de Mooirivier zuidwaarts voorbij Potchefstroom naar de Vaalrivier.

## Subplaatsen
Het nationaal instituut voor de statistiek, Stats SA, deelt sinds de volkstelling 2011 deze hoofdplaats in in vier zogenaamde subplaatsen (sub place), waarvan de belangrijkste is: Koster (dorp).